# Ковчег в космосе
Ковчег в космосе (англ. The Ark in Space) — вторая серия двенадцатого сезона британского научно-фантастического телесериала «Доктор Кто», состоящая из четырех эпизодов, которые были показаны в период с 25 января по 15 февраля 1975 года.

## Сюжет
ТАРДИС материализуется на старой космической станции. Во время обследования Сара случайно запирается в комнате, где начинает задыхаться. Она ложится на кровать, телепортируется и помещается в криогенную заморозку. Доктор и Гарри вскоре понимают, что эта станция - что-то вроде ковчега. Обнаружив Сару, Гарри ищет аптечку, но находит только мумифицированное инопланетное насекомое.
Вскоре из заморозки пробуждается Вайра, которая пробуждает Сару и командира Лазаря по прозвищу "Ной". Доктор сообщает Вайре, что обитатели ковчега, Космической станции Нерва, проспали на несколько тысячелетий больше из-за того насекомого, повредившего управление. Ной сталкивается с путешественниками и обвиняет их в убийстве пропавшего члена экипажа.
Во время осмотра комнаты управления энергией Ноя заражает инопланетянин. Доктор догадывается, что инопланетное насекомое отложило яйца в пропавшего члена команды, который теперь стал инопланетянином, живущим в ковчеге. Ной убивает члена команды, но успевает приказать Вайре начать выводить из анабиоза остальных и эвакуироваться, но Доктор понимает, что куколки инопланетян вырастут быстрее.
Вскрытие трупа виррна показывает, что они уязвимы для электричества. Но Доктора при попытке активировать подачу энергии атакует полностью мутировавший Ной. Он рассказывает, что виррны были вынуждены покинуть свою планету из-за людей, и теперь хотят поглотить все их знания.
Доктор собирается подвести ток к криогенной комнате, чтобы защититься от виррнов. Но те отключают электричество, и команда решает подключиться к генераторам на корабле в доке станции. Сара проводит кабель, и Доктор подключает комнату. Тем временем Ной предлагает команде оставить виррнам спящих, а им самим уйти, но те отказываются.
Ной ведет рой в атаку на корабль. Вайра и остатки команды ставят автопилот, и корабль улетает вместе со всем роем. Но оказывается, что в Ное осталась человечность, поэтому он испортил двигатели. Он прощается с Вайрой, и корабль взрывается вместе с виррнами.
В конце Доктор, Сара и Гарри телепортируются на Землю, чтобы починить принимающий терминал и позволить колонистам вновь заселить Землю.

## Трансляции и отзывы
| Эпизод            | Дата показа     | Продолжительность | Телезрители (в миллионах) |
| ----------------- | --------------- | ----------------- | ------------------------- |
| «Часть 1»         | 25 января 1975  | 24:58             | 9,4                       |
| «Часть 2»         | 1 февраля 1975  | 24:49             | 13,6                      |
| «Часть 3»         | 8 февраля 1975  | 24:05             | 11,2                      |
| «Часть 4»         | 15 февраля 1975 | 24:37             | 10,2                      |
| [ 1 ] [ 2 ] [ 3 ] |                 |                   |                           |